# Pataste
Pataste är en ort i Estland. Den ligger i Tabivere kommun och landskapet Jõgevamaa, i den centrala delen av landet, 150 km sydost om huvudstaden Tallinn. Pataste ligger 81 meter över havet och antalet invånare är 124.
Terrängen runt Pataste är platt. Runt Pataste är det mycket glesbefolkat, med 6 invånare per kvadratkilometer. Närmaste större samhälle är Äksi, 8,8 km sydväst om Pataste. I omgivningarna runt Pataste växer i huvudsak blandskog.